# 長宗我部重氏
長宗我部 重氏（ちょうそかべ しげうじ、生没年未詳）は、鎌倉時代の武士。

## 略歴
土佐長宗我部氏の第4代当主。父は長宗我部忠俊。子に氏幸がいる。